# Castillón-Peñaflor
Castillón-Peñaflor es un yacimiento arqueológico utilizado durante el Calcolítico y la Edad Media ubicado en un espolón amesetado situado sobre el valle del río Jabalón a unos 3 km al sureste de la localidad española de Villanueva de los Infantes. Este pequeño cerro de arenisca rojiza y con una altura de 883 metros sobre el nivel del mar se halla entre las actuales carreteras de Villanueva de los Infantes a Montiel y Almedina y se alza a unos treinta metros de la margen derecha del Jabalón. Las laderas sur y oeste son muy pronunciadas, mientras que la este es una suave colina. La denominación del cerro, el Castillón, alude a la fosilización toponímica de los distintos momentos de ocupación humana del lugar desde época prehistórica. Este yacimiento cuenta con dos grandes fases: una calcolítica bien documentada gracias a las excavaciones llevadas a cabo en la década de 1980 y otra medieval-cristiana entre los siglos XII y XV, conocida como la aldea fortificada de Peñaflor o castillo Peñaflor, incluso se podría hablar de una tercera fase, ya sin poblamiento, donde el lugar fue usado como cantera y roturación de zonas aledañas. 

## Entorno geográfico

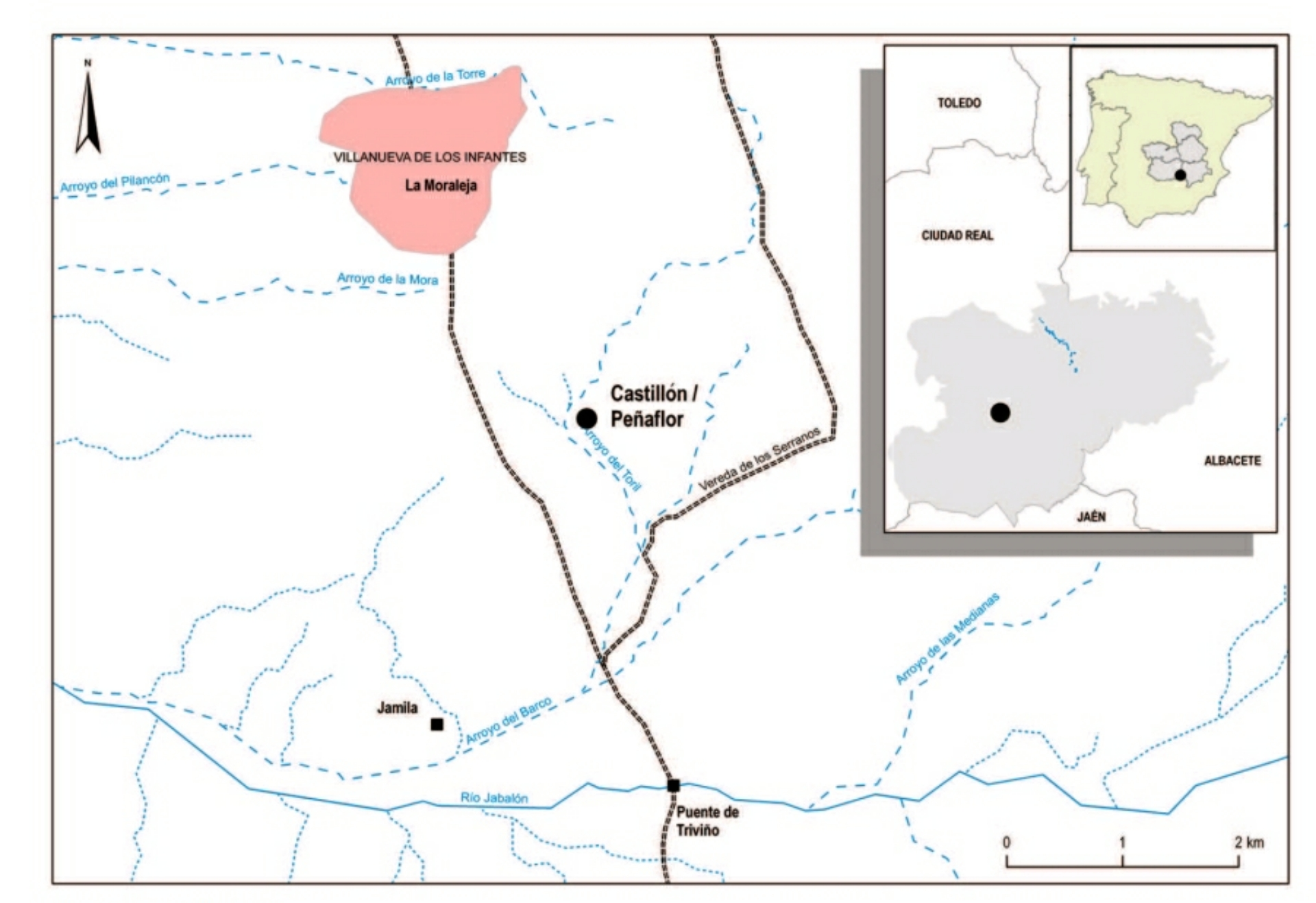
Localización del cerro Castillón, en el que se ubicó Peñaflor.

El cerro Castillón se sitúa sobre una meseta al sureste mesozoico de Villanueva de los Infantes. Está a una altitud de unos 883 metros sobre el nivel del mar, formado por areniscas, margas, limos, arcillas y yesos, estos materiales son fácilmente erosionables, por lo que el cerro se ha visto afectado por la erosión del terreno lo que ha provocado su descomposición. Estas características topográficas unidas al abandono del asentamiento y la acción canteril provocaron la alteración del terreno hasta el punto de hacer pensar que su forma original estaría formada por un cerro menos vertical y una plataforma más ancha y alta por algunos de sus vértices.
En cuanto a su posición, el cerro avanza dentro del valle del río Jabalón donde ejerce un control directo del cruce de dos vías de comunicación a larga distancia, este espolón está delimitado por dos arroyos el Toril y el Peñaflor, lo que la convierte en una comarca importante desde la prehistoria, ligada al paso de ganado trashumante. Esta zona comunica la alta Andalucía y la meseta, aunque no es uno de los cerros más altos del valle, si fue el más propicio para utilizarse como asentamiento.
Su vegetación actual, casi inexistente, dista mucho de la que se contemplaba en la Edad Media, en esa etapa el valle estaba formado por un paisaje mediterráneo caracterizado por un bosque rico y arbolado que se combinaban con parcelas de secano y zonas de huerta. Su paisaje, vegetación, la confluencia de corrientes, la cercanía de los ríos y su lugar estratégico le permitían a sus pobladores cubrir sus necesidades básicas, económicas y defensivas.

## Fases

### Fase I (2.500 a.C.): Calcolítico
La posición estratégica del cerro, las vías de comunicación y la captación de los recursos naturales de esta zona, lo hacen un lugar propicio para su asentamiento ya desde la prehistórica, las primeras campañas arqueológicas desarrolladas en la década de 1980. hicieron posible testimoniar la existencia de un asentamiento de primer orden, datado en torno al 2500 a. C., cronología que se pudo determinar por los materiales hallados, entre lo que constan:
- Cerámicas lisas, mixtas y incisas entre otras.
- Líticos como cuchillos de sílex, industria sobre laminas, perforadores, puntas de fecha romboidales, piedras pulimentadas.
- Otros materiales como industria de hueso muy bien realizada, botones de marfil con perforación en V o cuentas de collar de ámbar.

Estos últimos objetos dejan entrever que existía un comercio a larga distancia ya que los materiales no son característicos de la zona. Si bien salvo el hallazgo de estos materiales poco más se puede saber del asentamiento de esta etapa, incluso es difícil saber el tiempo que duró, aunque todo parece indicar que fue abandonado al inicio de la Edad de Bronce.

### Fase II (siglos XIII-XV): aldea fortificada de Peñaflor
La segunda etapa corresponde a la época medieval cristiana, fechada entre finales del siglo XII y principios del siglo XIII, en pleno proceso de reconquista y repoblación cristiana del Campo de Montiel, se trató de una aldea fortificada, que pudo contar con una cerca defensiva, una iglesia y en su ladera sur una necrópolis. Las crónicas hablaban del paraje de Peñaflor como uno de los asentamientos medievales del alto valle del río Jabalón, que aportó, junto a Jamila, gran parte de los habitantes del lugar de la Moralexa  el germen de la actual Villanueva de los Infantes. Esta comarca de Campo de Montiel fue uno de los últimos territorios islámicos en caer en manos cristianas.
La realidad de Peñaflor y de otras aldeas medievales viene atestiguada por su aparición en diversos textos desde principios del siglo XIII, con la cesión en 1232 de la Orden de Santiago de “la mitad de Peñaflor, poblado que se halla en el término de Montiel” a “Don García Pérez, alcalde del rey”, o los que indican su pertenencia a la encomienda de Carrizosa. Las primeras referencias escritas sobre Peñaflor indican que este asentamiento fue de nueva construcción, se situaría en torno al 1213 y 1232, fecha que coincide con el primer avance cristiano sobre el Campo de Montiel, territorio que todavía no estaba pacificado ni bajo el control cristiano, por lo que esta situación bélica y el lugar que ocupa este cerro hicieron que en esta primera etapa medieval se instalara un asentamiento con un importante interés estratégico.

#### Sociedad
La sociedad es típica de la Edad Media, con una organización social piramidal en cuya cúspide se encontraría en un primer momento la Orden de Santiago y tras su cesión, el mencionado en las crónicas como "García Pérez". Las características de la población se han podido realizar gracias a los hallazgos de la necrópolis y los restos de los que se considera una iglesia. La existencia de esta iglesia podría apoyar la teoría de que había un fraile santiaguista al cuidado del culto y de los habitantes del poblado, este poblado estaría formado por familias nucleares propias de la repoblación y otro tipo de familias  más asentadas y amplias  que convivían bajo el mismo techo.
Los enterramientos permiten ver que la población estaba formada por hombres, mujeres y niños, dedicados a la explotación del entorno y a las labores domésticas, la ausencia de ajuares en los enterramientos hace pensar que se trataba de una comunidad rural agroganadera.
En cuanto al número de habitantes es difícil hacer una estimación, pero teniendo en cuenta los datos arqueológicos y comparándolos con poblaciones de la época este poblado podría haber albergado unos 136/188 individuos.

#### Economía
La economía de esta aldea hay que basarla teniendo en cuenta el contexto sociopolítico, las condiciones ambientales, y la propia capacidad de sus habitantes para lograr su subsistencia,  aun teniendo en cuenta estas circunstancias es difícil determinar sus recursos económicos y la forma de vida. 
Se podría hacer una aproximación teniendo en cuenta los aspectos señalados, en un primer momento su economía se basaría en los botines que obtenían los guerreros tras las contiendas, también vivirían de las razias, el saqueo y la guerra.
Al ser una población  de nueva construcción esto hace pensar que sus habitantes se dedicaron desde el principio, a la construcción de la aldea, la zona fortificada y la iglesia, entre otras construcciones.
El clima mediterráneo de la época con precipitaciones abundantes en otoño y primavera, inviernos fríos y veranos calurosos, hacen que sea un lugar propicio para la explotación agrícola y ganadera, la presencia del bosque es otra fuente de explotación de sus habitantes, pero la continua necesidad de madera, de tierras para el cultivo y de pastos para el ganado fueron provocando poco a poco la desertificación de la zona, lo que fue desencadenando en un periodo de sequías, inviernos cada vez más fríos con grandes heladas, humedad y plagas de insectos, estos hechos unidos a que el valle sobre el que se asienta el cerro es arcilloso y fue deforestado alteraron la vida de estos habitantes. La peste acaecida en el valle, la sobreexplotación y la pequeña "edad de hielo" pudieron ser algunos de los factores que provocaron el abandono de este poblado para situarse en zonas más salubres y propicias.

#### Construcciones
Peñaflor no sería un poblado independiente, sino que estaría asociado a la conquista de la comarca por parte de la  Orden de Santiago, siendo una de las aldeas satélites de Alhambra, en el siglo XIII aparece en las crónicas vinculado a Carrizosa.

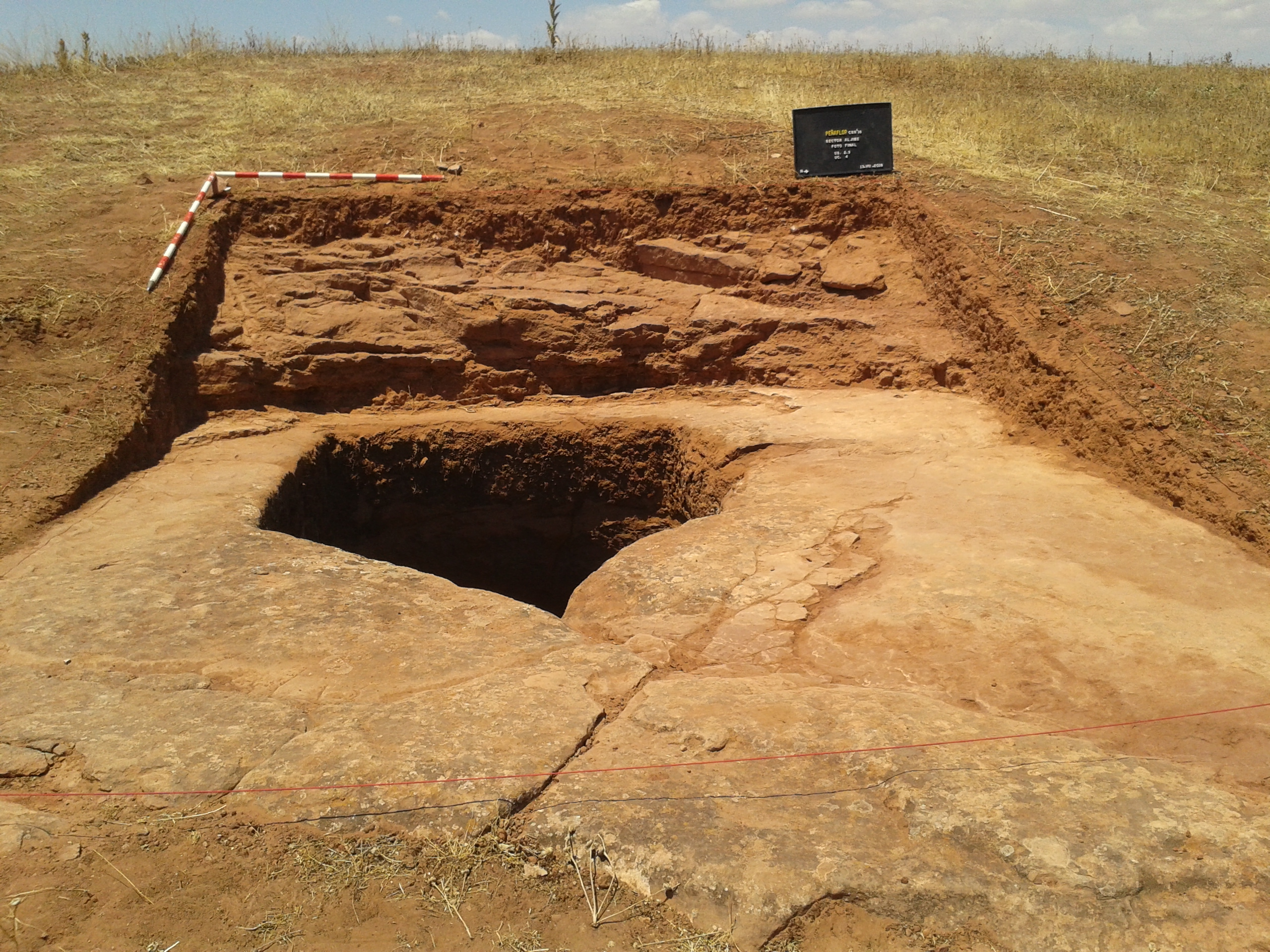
Boca del pozo-cisterna de Peñaflor. PAEJ 2016

El poblado estaría formado por entre cuatro o quince casas de labradores, cabañas o casas campesinas  con pocas separaciones interiores, en las que convivían los animales y las personas. El castillo de Peñaflor era una fortaleza dependiente del castillo de la Estrella de Montiel, solo quedan restos del perímetro defensivo de 200 m, los elementos que se conservan son la muralla norte, el aljibe, almacén y un silo subterráneo de 15 x 5 m de profundidad con gran capacidad de almacenaje.

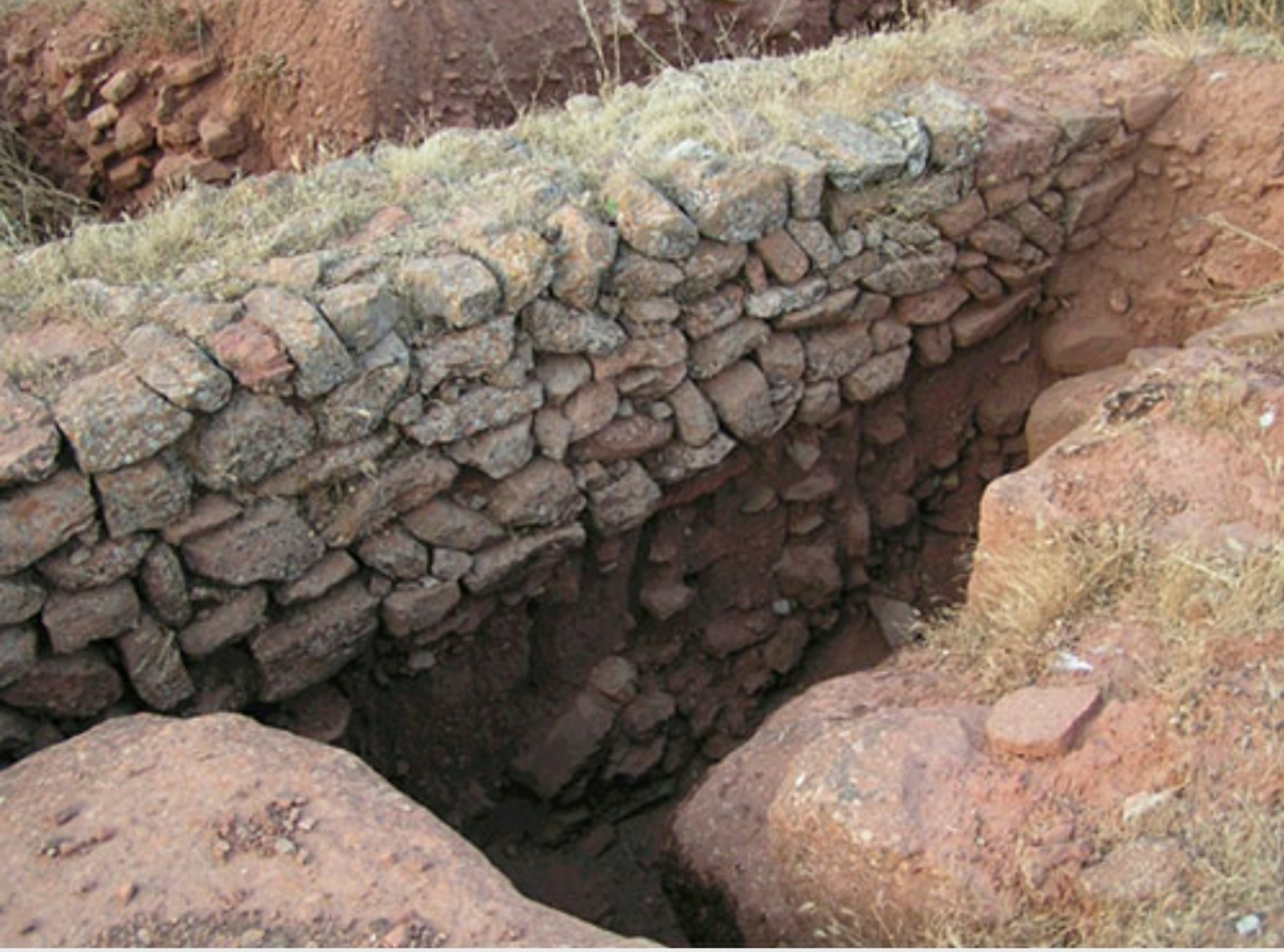
Cerca de Peñaflor exhumada en los años 80, tramo Norte. PAEJ, 2014

## Necrópolis
Las dos excavaciones llevadas a cabo en los años 2004 y 2013 por el PAEJ se centraron en la necrópolis, esta se sitúa en la mitad superior de la ladera Sur del cerro, un lugar poco propicio para este cementerio ya que tanto la inclinación de la ladera como la fragilidad de sus materiales, las areniscas y margas, provocan un alto grado de devastación y degradación. Las excavaciones realizadas fueron de urgencia debido a la afloración de huesos en la zona, esta presencia de huesos deja patente la lamentable conservación del patrimonio arqueológico, pero también fue un indicador para empezar a realizar las excavaciones. Los primeros hallazgos sacaron a la luz cinco complejos estructurales funerarios (CEF), uno en 2004 y cuatro en 2013, cada uno de estos CEF albergaba varios enterramientos con distintas tipologías de tumbas, donde posteriormente en el laboratorio se llegaron a identificar hasta 29 individuos, los restos fueron clasificados en seis grupos:
Grupo 1: Individuos completos en posición primaría.
Grupo 2: Individuos incompletos en posición primaria semialterados.
Grupo 3: Reducciones.
Grupo 4: Elementos dispersos.
Grupo 5: Restos descontextualizados.
Grupo 6: Restos indeterminados.
Los enterramientos siguen pautas comunes pero también hay características que los diferencian, si bien casi todos carecen de ajuar y todos los CEF tiene una orientación de oeste-este, en posición decúbito supino, estas formas de enterramiento coinciden con la tradiciones cristianas donde ponían los cuerpos mirando al frente,  lugar por donde sale el sol, para estar así preparados para el día de la resurrección.

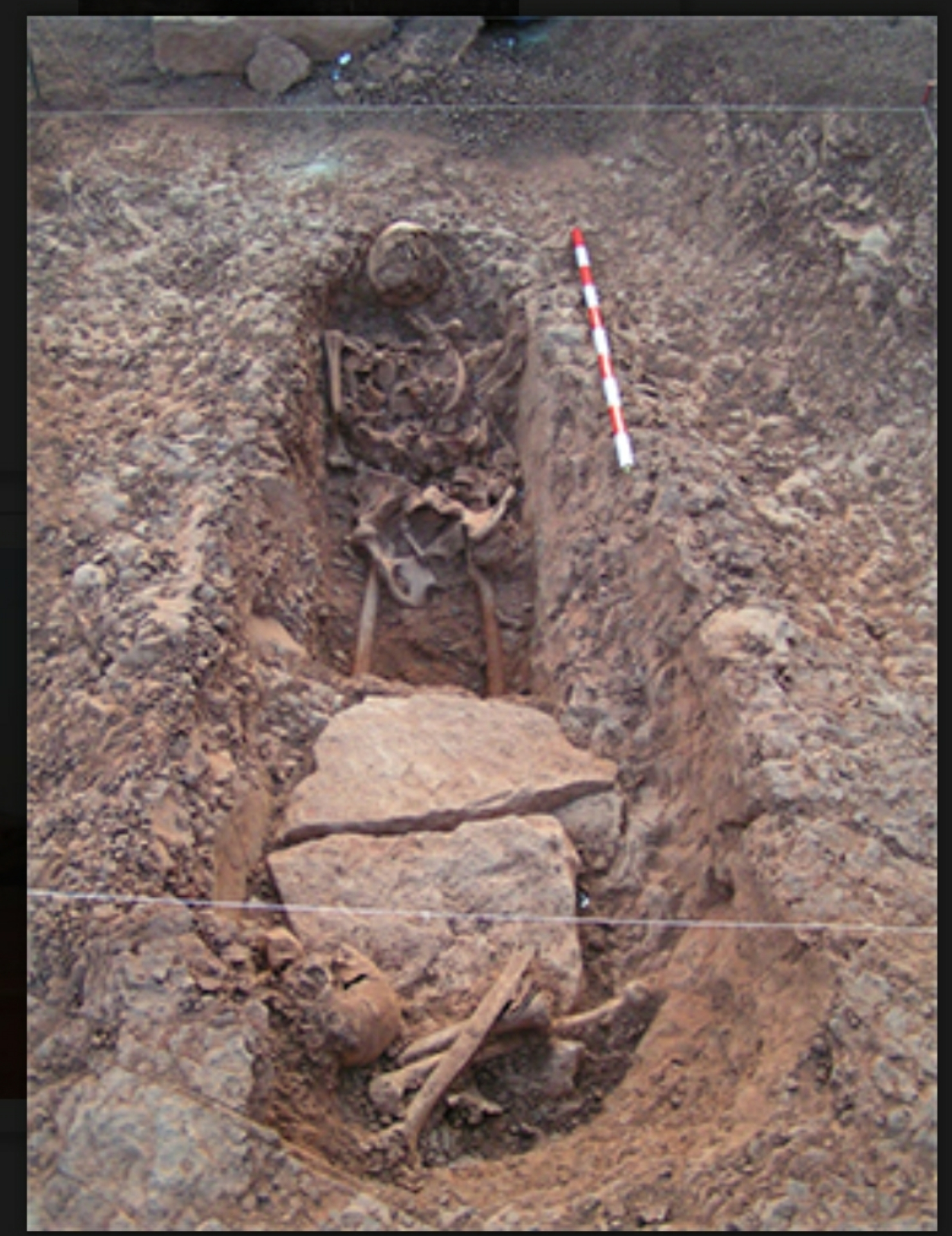
Fosa antropomorfa tallada en la roca de la necrópolis de Peñaflor, PAEJ,2013

Los enterramientos se caracterizan también por su austeridad y la escasa acomodación del cadáver con almohadillas de piedras tosca, no se encuentran en ellos ni adornos ni armas, ni exvotos, con respecto a los tipos de sepultura nos encontramos ante cistas y fosas antropomorfas marcando los hombros y la cabeza, todas estas características nos dejan ver que estos enterramientos correspondían a poblaciones cristianas de repoblación. El tamaño que ocupaba la necrópolis es difícil de establecer, solo se pueden hacer estimaciones, tendría la forma de un rectángulo que ocuparía unos 280 metros cuadrados, y un perímetro de 800 metros, su muro perimetral sería el más destacado del cementerio al cumplir varias funciones: servía para delimitar el espacio de los muertos, aterrazar el terreno y como línea de defensa avanzada. Los restos hallados de estos veintinueve individuos han servidos para establecer la edad y el sexo de los habitantes de este poblado, al igual que esclarecer las causas de la muerte, se ha constatado la alta mortalidad infantil y de mujeres en edad fértil o por problemas en el parto.
Gracias a los restos se ha podido establecer que los habitantes de Peñaflor tenían una estatura ligeramente superior en comparación a otras poblaciones de la época, lo que puede deberse a que esta población tenía una nutrición de mejor calidad, con respecto a las causas de la muerte, sobre todo en adultos, se debe a enfermedades articulares degenerativas, desgastes de huesos, traumatismos, sobrecargas, fracturas e incluso caries, es interesante resaltar que una de las vértebras halladas tiene una herida mortal punzante lo que indicaba que podría haber episodios de violencia interpersonal. El estudio de esta necrópolis ha permitido profundizar en las características de esta población, establecer que se trataba de una población cristiana, con un importante desgaste de huesos debido sobre todo al  tipo de tareas que realizaban para subsistir y era una sociedad bien alimentada, datos, que pueden ser corroborados en futuras excavaciones.

## Grabados rupestres
Es difícil establecer si el Castillón puede ser un lugar representativo del arte rupestre de Campo de Montiel, la aparición de marcas y petroglifos en las zonas rocosas del cerro parece indicar que estamos ante grabados rupestres. Para estudiar estos grabados se utilizaron técnicas no invasivas, ya que la fragilidad de la arenisca del cerro podría perjudicar aún más estos descubrimientos iconográficos, se optó por realizar fotografías en distintos periodos del día para realzar así los grabados. Las investigaciones llevadas a cabo dejaron ver que en el cerro además de las marcas propias del desgaste de la tierra y de las alteraciones provocadas por los animales se identificaban también marcas realizadas por el ser humano de manera intencionada y más o menos figurativa, dejando de lado las marcas recientes realizadas como causa del vandalismo y las marcas de la cantera,  hay que destacar los grabados arqueológicos que son figuras más o menos reconocibles.

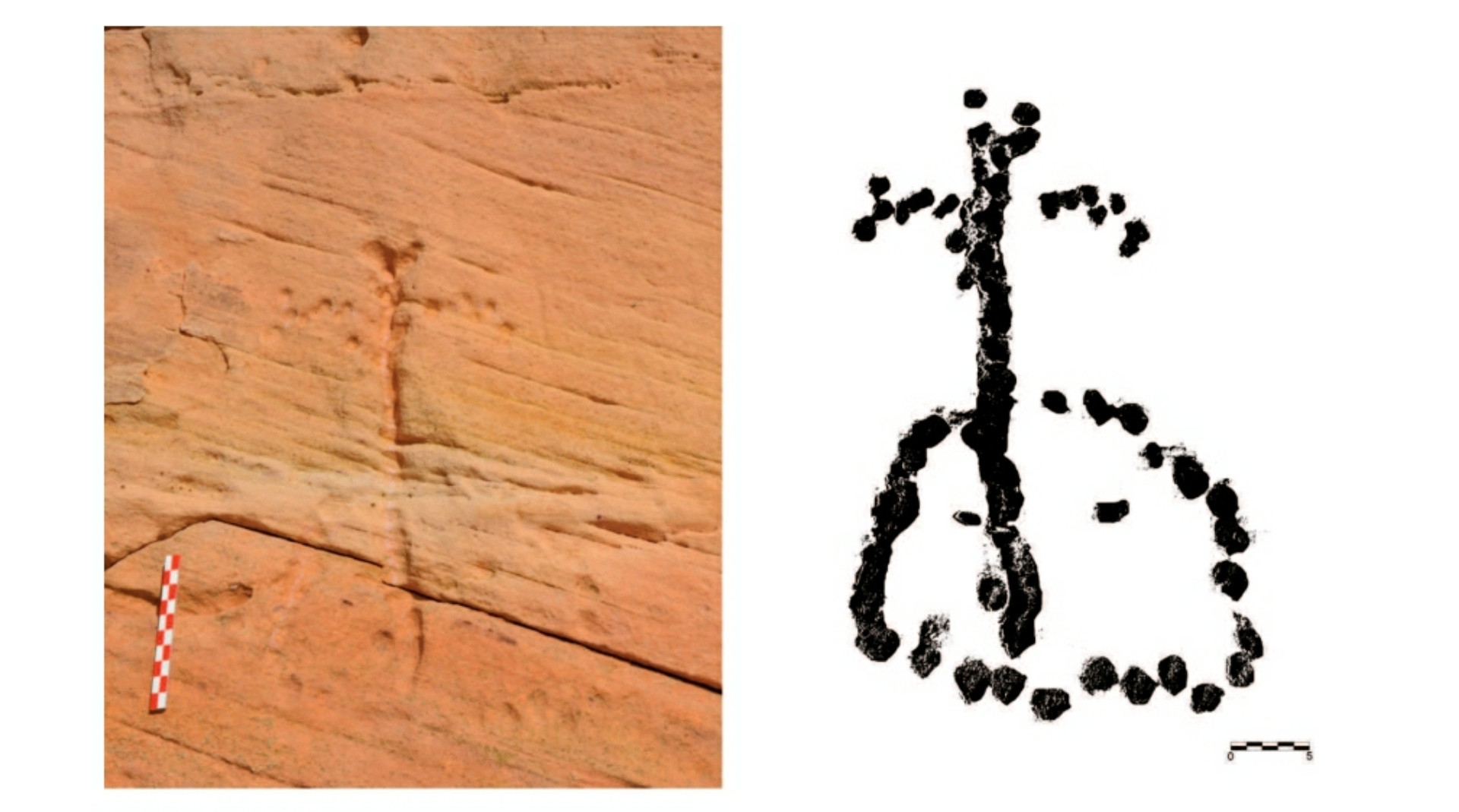
Ortofo y calco digital de la principal figura del cerro Castillón.

Estos motivos rupestres plantean varios interrogantes, sobre cuál es su origen y significado, el principal motivo encontrado se trata de un conjunto de líneas punteadas y algún punto suelto, formando una figura antropomorfa, símbolos que se podrían considerar propios del arte rupestre, sin embargo, aunque este hallazgo puede considerarse importante las dificultades metodológicas y de conservación hacen imposible realizar una investigación más exhaustiva.

## Acceso
Al cerro se accede por la carretera CM-3127 que une Villanueva de los Infantes y Montiel, a unos 3 km de la primera, por un camino de acceso que queda en paralelo a la carretera.